# Douglas Lima
Douglas Lima (Goiânia, 5 gennaio 1988) è un artista marziale misto brasiliano.
Combatte nella divisione dei pesi welter per l'organizzazione statunitense Bellator.

## Carriera nelle arti marziali miste

### Bellator MMA
Il 10 novembre 2016 affronta in una rivincita Andrej Koreškov per il titolo dei pesi welter Bellator: questa volta è il brasiliano a prevalere, aggiudicandosi vittoria e titolo via KO alla terza ripresa. Ciò lo ha reso il primo lottatore nella storia della federazione a riconquistare il titolo di categoria.